# Passeport kosovar
Le passeport kosovar, est un document de circulation délivré aux citoyens de la république du Kosovo. Le document facilite le voyage international et sert de preuve de nationalité. La délivrance du passeport est sous la responsabilité du ministère de l'Intérieur à l'exception du passeport diplomatique qui est délivré par le ministère des Affaires Étrangères. Le passeport kosovar doit se conformer aux spécifications définies par l'Organisation de l'aviation civile internationale (OACI) pour les documents de voyage lisibles à la machine (incluant taille, technologie, sécurité, format, etc.), cependant, le code de citoyenneté RKS ne faisant pas partie du système ISO 3166, il n’est pas reconnu par le standard OACI. Le modèle de passeport a été révélé le 14 mars 2008. Les premiers passeports ont été délivrés le 30 juillet 2008 et à la date du 20 mai 2009 300 000 passeports avaient été délivrés aux citoyens de la république du Kosovo. Le passeport est de couleur bordeaux, avec le blason de la république du Kosovo au centre de la page de titre. Le mot « passeport » est écrit en albanais, en serbe cyrillique et en anglais. Toutes les informations d’identité du titulaire du passeport sont écrites dans les trois langues. Pour les personnes âgées de 18 ans ou plus le passeport est valide dans les dix années suivant la date de délivrance. Avant l’introduction des nouveaux passeports kosovars, tous les documents de circulation étaient délivrés par les Nations unies et étaient valables deux ans. Ces documents ont cessé d’être délivrés en 2008 et ils ont expiré en 2010.

## Passeport biométrique
Les autorités du Kosovo délivrent le nouveau passeport Kosovar depuis le 31 octobre 2011.

## Types
Il y a quatre types de passeports : ordinaire, officiel, diplomatique, et document de voyage. Les frais de traitement s’élèvent à 25 €.

### Ordinaire
- Couverture bleu foncé
- Délivré à tous les citoyens du Kosovo pour une durée maximale de dix ans et pour faciliter la circulation internationale des citoyens privés.

### Officiel
- Couverture bordeaux
- Délivré au personnel politique du gouvernement aussi bien qu’aux membres de leurs  familles pour une durée maximale de cinq ans.

### Diplomatique
- Couverture noire

- Délivré au président de la République, au Premier ministre, aux membres du gouvernement, au Président de la cour constitutionnelle, au président de la cour suprême, aux ambassadeurs ainsi qu’aux autres membres du personnel diplomatique qui travaillent dans les ambassades ou consulats à travers le monde, aux membres de délégations d’État et si nécessaire, aux responsables gouvernementaux nommés représentants du gouvernement dans les organisations internationales, aux correspondants diplomatiques, et aux personnes d’intérêt désignées par la loi pour une durée maximale de cinq ans.

### Document de voyage
- Couverture bleu clair
- Délivré aux citoyens du Kosovo en cas de perte ou de vol de l’ancien passeport. Il peut également être délivré pour un voyage de groupe de 5 à 50 personnes. Le document de voyage est valable 30 jours.

## Informations
Le page de renseignements contient les informations suivantes :
- Type
- Code (Code pays RKS)
- Numéro de passeport
- Nom(s)
- Prénom(s)
- Lieu de naissance
- Date de naissance
- Sexe
- Taille
- Couleur des yeux
- Autorité de délivrance
- Numéro personnel
- Date de délivrance/expiration

L’empreinte digitale et la signature du détenteur sont présentes page 3, en plus de la photo d’identité.

## Reconnaissance

Kosovo
États reconnaissant officiellement le Kosovo et le passeport Kosovar
États ne reconnaissant pas le Kosovo, mais acceptant le passeport Kosovar
États ne reconnaissant ni le passeport kosovar ni l’autonomie du pays, mais que des citoyens kosovars affirment avoir visité

### Indépendance
Depuis le 2 juillet 2017[Quoi ?], 107 pays membres des Nations unies ont officiellement reconnu le Kosovo. Les pays suivants reconnaissent implicitement la validité du passeport kosovar comme document de voyage, sauf déclaration officielle contraire.
- Australie[1]
- Autriche[2]
- Bahreïn[3]
- Belgique[4]
- Belize[5]
- Bénin[6]
- Brunei[7]
- Bulgarie[8]
- Burkina Faso[9]
- Burundi[10]
- Canada[11]
- République centrafricaine[12]
- Tchad[13]
- Colombie[14]
- Comores[15]
- Costa Rica[16]
- Côte d'Ivoire[17]
- Croatie[18]
- Tchéquie[19]
- Danemark
- Djibouti[20]
- Dominique[21]
- République dominicaine[22]
- Égypte[23]
- Modèle:ELS[24]
- Estonie[25]
- États fédérés de Micronésie[26]
- Fidji[27]
- Finlande[28]
- France[29]
- Gabon[30]
- Gambie
- Allemagne[31]
- Ghana[32]
- Grenade[33]
- Guinée[34]
- Guinée-Bissau[35]
- Guyana[36]
- Haïti[37]
- Honduras[38]
- Hongrie[39]
- Islande[40]
- Irlande[41]
- Italie[42]
- Japon[43]
- Jordanie[44]
- Kiribati[45]
- Koweït[46]
- Lettonie[47]
- Lesotho[48]
- Liberia[49]
- Libye[50]
- Liechtenstein[51]
- Lituanie[52]
- Luxembourg[53]
- Macédoine du Nord[54]
- Malawi[55]
- Malaisie[56]
- Maldives[57]
- Malte[58]
- Îles Marshall[59]
- Mauritanie[60]
- Monaco[61]
- Monténégro
- Nauru[62]
- Pays-Bas[63]
- Nouvelle-Zélande[64]
- Niger[34]
- Norvège[65]
- Oman[66]
- Palaos
- Pakistan[67]
- Panama[68]
- Papouasie-Nouvelle-Guinée[69]
- Pérou[70]
- Pologne
- Portugal
- Qatar[71]
- Saint-Christophe-et-Niévès[72]
- Samoa[73]
- Saint-Marin[74]
- Sainte-Lucie[75]
- Sao Tomé-et-Principe[76]
- Arabie saoudite
- Sénégal[77]
- Sierra Leone[78]
- Slovénie[79]
- Îles Salomon[80]
- Somalie[81]
- Corée du Sud[82]
- Eswatini[83]
- Suède[84]
- Suisse[85]
- Tanzanie[86]
- Thaïlande[87]
- Timor oriental[88]
- Tonga[89]
- Togo[90]
- Turquie[91]
- Tuvalu[92]
- Ouganda[93]
- Émirats arabes unis[94]
- Royaume-Uni[95]
- États-Unis[96]
- Vanuatu[97]
- Yémen[98]

### Passeport seulement
En outre, d’autres pays ont reconnu la validité du passeport kosovar en tant que document de voyage, sans reconnaître l'indépendance du Kosovo. Le cas est similaire à celui du Passeport de la République de Chine, que de nombreux pays laissent passer à leurs frontières chaque jour, sans pour autant reconnaître la République de Chine. Les pays suivants ont officiellement déclaré qu’ils reconnaissaient le passeport kosovar comme document de transport valide, sans pour autant reconnaître le Kosovo comme un pays indépendant.
- Bosnie-Herzégovine[99]
- Grèce[100]
- Roumanie[101],[102]
- Slovaquie[103],[104]
- Suriname[105]
- Israël

Par ailleurs, des citoyens kosovars ont reporté avoir voyagé dans plusieurs pays grâce à leur passeport. Cette information n’est pas confirmée officiellement ni reconnue comme une coutume courante, aussi ne peut-elle être considérée comme fiable dans le présent ou le futur. Les pays qui auraient été ainsi traversés sans autorisation officielle sont :
- Bahamas[106]
- Cambodge[107]
- Espagne[108]
- Chine[109]
- République démocratique du Congo[110]
- Équateur[111]
- Géorgie[112]
- Irak[113]
- Liban[114]
- Maroc[115]
- Philippines[116]
- Afrique du Sud[117]
- Soudan[118]
- Viêt Nam[119]

### Serbie
La Serbie ne refuse plus l'entrée aux personnes se présentant avec les tampons d’entrée et sortie de la République du Kosovo ou de visas kosovars dans leurs passeports. Ces tampons et visas kosovars sont sur-tamponnés par les agents de l’immigration de Serbie ce qui engendre un risque d’annulation du visa à long terme. Par ailleurs, l’entrée en République du Kosovo depuis des pays voisins est considérée illégale par les autorités serbes ce qui peut créer des problèmes si l’on entre et essaye de sortir sans les tampons correspondants.